# Аржанс-ан-Обрак
Аржанс-ан-Обрак (фр. Argences en Aubrac) — муніципалітет у Франції, у регіоні Окситанія, департамент Аверон. Аржанс-ан-Обрак утворено 1 січня 2016 року шляхом злиття муніципалітетів Альпюеш, Грессак, Лакальм, Сент-Женев'єв-сюр-Аржанс, Ла-Террисс i Вітрак-ан-В'яден. Адміністративним центром муніципалітету є Сент-Женев'єв-сюр-Аржанс. Населення — 1595 осіб (01.01.2021).